# Бетті Фаріа
Бетті Марія Сілва де Фаріа (порт. Betty Maria Silva de Faria; (8 травня 1941 , Ріо-де-Жанейро )) — бразильська акторка, продюсерка та модель.

## Біографія

### Кар'єра
Після навчання протягом 10 років класичним танцям Бетті Фаріа вперше знялася у кіно у 1963 році, у фільмі «Поцілунок». У 1965 року виконала першу значну роль кінострічці «Кохання і нелюбов».
У 1967 році разом з першим чоловіком, актором Клаудіо Марзу, та актором Антоніо Педру заснувала театр «Teatro Carioca de Arte». Театр ставив такі п'єси, як «Бравий солдат Швейк» Ярослава Гашека, «Міщани» Максима Горького. Заклад проіснував недовго: під час воєнної диктатури у Бразилії його довелося закрити.
На телебаченні першу роль виконала в телесеріалі 1968 року «Приковані». Режисером серіалу був Даніел Філью.
З кінематографічної кар'єри варто відзначити такі фільми, як: «Вихідна зірка» (1974), «Дона Флор і два її чоловіки» (1976), «Прощавай, Бразилія!» (1979), «Ангели з околиць» (1987), «Роман покоївки» (1987), «Аромат жасмину» (1992). 
У 2004 році Бетті Фаріа успішно дебютувала як продюсерка кінострічки «Конфісковане майно», в якій також виконала головну роль.
Одну з найкращих своїх телеролей (Лусіньї) Фаріа виконала в серіалі 1975 року за сценарієм Жанеті Клер «Шалені гроші». Разом із нею головні ролі у цьому серіалі виконали Франсіску Куоку та Ліма Дуарте. Режисером серіалу був Даніел Філью. У 1998 році телекомпанією «Глобо» було знято ремейк серіалу з Франсіску Куоку, Кароліною Ферраз та Едуардо Московісом у головних ролях. Але він не повторив успіху першої версії.
Іншою телероллю, яка на довгий час виявилася «візитною карткою» акторки, стала екстравагантна Тієта з однойменного серіалу 1989 року. Серіал за романом Жоржі Амаду, адаптований для телебачення сценаристом Агіналду Сілвою, став одним із найпопулярніших за весь час існування цього жанру у Бразилії. Бетті Фаріа хотіла виконати роль Тієти і на великому екрані, але права на екранізацію викупила інша відома акторка — Соня Брага, яка і виконала цю роль у фільмі 1996 року. «Тієта з Агресті».
Загалом Бетті Фаріа знялася у понад 40 телепроєктах телестудії «Глобу» та 20 кінофільмах.

### Особисте життя
Бетті Фаріа народилася 1941 року в престижному районі Копакабана (м. Ріо-де-Жанейро), у сім'ї генерала та домогосподарки. 
У шлюбі з актором Клаудіо Марзу 26 вересня 1968 року народила доньку Олександру Марзу, яка теж стала акторкою.
З 1973 по 1977 — у шлюбі з режисером Даніелем Філью. 1 квітня 1975 року народила сина Жуана. На зйомках серіалу «Дві особи» Фаріа закохалася в колегу-актора Маріо Гомеса. Через це Філью відмовився далі режисувати, залишив проєкт та шлюб.
До 2001 року була одружена з молодшим на 30 років Франкліном Томпсоном. Має четверо онуків — дочка Александри (Жулія) і троє дітей Жуана (близнюки Валентина та Жуан Пауло, Антоніо).
Бетті Фаріа живе у районі Леблон (м. Ріо-де-Жанейро), вже багато років вона переконана буддистка.

## Фільмографія

### Телебачення
- 2020 — Salve-se Quem Puder
- 2019 — Os Experientes
- 2019 — Королева кондитерської — Корнелія Макондо Феррейра
- 2019 — Se Eu Fechar os Olhos Agora — Ханна
- 2019 — Verão 90 — Елвіра
- 2018 — Malhação: Vidas Brasileiras — Олівія
- 2018 — Infratores
- 2018 —  Tá no Ar: a TV na TV
- 2017 — A Cara do Pai — Йоланда
- 2017 — Сила бажання — Елвіра
- 2014 — Бугі-Вугі — Мадалена
- 2012 — Авеню Бразилія — Пілар Албукерке
- 2010 — Троянди з любов'ю — Амалія
- 2007 — Дві особи — Барбара Каррейра
- 2006 — Pé na Jaca — Лаура
- 2005 — Голос серця — Маріелза (епізод)
- 2005 — Америка — Жаніра Пімента
- 1999 — Ніжна отрута — Карлота Вальдес
- 1998 — Лабіринт — Леонор Мартінш Фрага
- 1998 — Шалені гроші — Бетті Фарія
- 1997 — Непокірна — Міранда де Са Масіель
- 1996 — Чемпіон — Маріліза (епізод)
- 1995 — A Idade da Loba — Валкірія
- 1994 — Випадок в Анатресі — Розінья
- 1993 — Спекотне літо — Симоні Арруда
- 1992 — Тілом і душею — Антонія
- 1989 — Тієта — Тієта
- 1989 — Спаситель батьківщини — Марина Сінтра
- 1986 — Золоті роки — Глорія
- 1984 — Partido Alto — Жуссара
- 1983 — Бандити з Фаланжі — Марлусі
- 1982 — Elas por Elas — епізод
- 1981 — Танцюй зі мною — Жуана Лобату
- 1980 — Жива вода — Ліжія
- 1976 — Два життя — Леда Марія
- 1975 — Шалені гроші — Лусінья
- 1974 — O Espigão — Lazinha Chave-de-Cadeia
- 1973 — Сталевий кінь — Жуана
- 1972 — O Bofe — Геомар
- 1970 — O Homem que Deve Morrer — Інес
- 1970 — A Próxima Atração — Сісса
- 1970 — Пігмаліон 70 — Сандра
- 1969 — Фата нареченої — Ірені
- 1969 — Rosa Rebelde
- 1969 — Останній вальс — Маріон
- 1969 — Прикуті — Сонія Марія
- 1965 — ТНТ — секретар

### Кіно
- 2007 — Досить сумувати
- 2004 — Конфісковане майно — Ізабела Сікейра
- 2004 — Секс, любов і зрада — Яра
- 1997 — Трамплін до перемоги — Ліндалва
- 1992 — Аромат жасмину — Одягнути Варгас
- 1988 — Лілі, зірка криміналу — Лілі Карабіна
- 1987 — Поїзд до зірок — Каміла
- 1987 — Ангели з околиць — Далія
- 1987 — Роман покоївки — Фауста
- 1986 — Жубіаба — Мадам Зайра
- 1979 — Прощавай, Бразиліє! — Соломі
- 1976 — Дона Флор і два її чоловіки
- 1974 — Висхідна зірка — Леніза Майєр

## Премії
- 1975 — APCA trpohy — премія без визначення категорії (серіал «Espigão, O»)
- 1977 — APCA trpohy — Найкраща телеакторка (серіал «Шалені гроші»)
- 1987 — «Золотий Кікіто» — найкраща акторка (фільм «Ангели з околиць»)
- 1988 — премія Гаванського кінофестивалю — найкраща акторка (фільм «Роман покоївки»)
- 1992 — премія «Канданго» — найкраща акторка (фільм «Аромат жасмину»)
- 2005 — премія кінофестивалю «Сіне Сеара» — найкраща акторка (фільм «Конфісковане майно»)